# Мыслец (деревня)
Мысле́ц (чув. Мисчĕ) — деревня в Шумерлинском районе Чувашской республики. До 2021 года входила в состав Торханского сельского поселения до его упразднения.

## География
Находится в западной части Чувашии на расстоянии менее 2 км на восток по прямой от районного центра города Шумерля.

## История
Известна с 1880 года, когда здесь было отмечено 28 дворов и 170 жителей. Однако, отмечена на специальной карте Западной части России Шуберта, датируемой 1826-1840 годами.
В 1897 году в деревне учтено было 26 дворов и 168 жителей, в 1927 94 и 419 соответственно, в 1939 560 жителей, в 1979 285. В 2002 году отмечено 77 дворов, в 2010- 45 домохозяйств. В период коллективизации работал колхоз «Ударник», в 2010 году ООО "Агрофирма «Шумерлинская».

## Население
Население составляло 130 человек (русские 53 %, чуваши 42 %) в 2002 году, 108 в 2010.